# Joseph Lanzedelly der Ältere

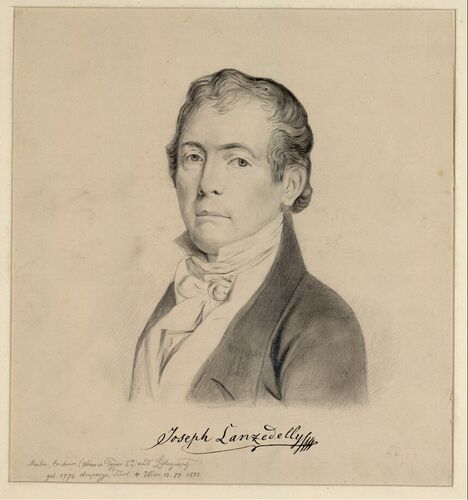
Joseph Lanzedelly d. Ä., Selbstporträt, um 1810

Joseph Lanzedelly der Ältere, auch Josef Lanzedelli (* 26. Februar 1772 in Anpezo, Gefürstete Grafschaft Tirol; † 5. Dezember 1831 in Wien), war ein österreichischer Genre-, Miniatur- und Porträtmaler sowie Lithograf.

## Leben
Lanzedelly studierte an der Accademia di belle arti di Venezia und an der Akademie der vereinigten bildenden Künste Wien. Anschließend arbeitete er vor allem als Lithograf. Er war nicht nur der vielseitigste, sondern auch der produktivste Wiener Lithograf in der Frühzeit der neuen Druckart, wobei er wohl neben Adolf Kunike, einem Mitarbeiter Senefelders in Wien, der erste war, der sich hauptberuflich der neuen Technik bediente. Während Lanzedellys ersten Lithografien von Adolf Kunike herausgebracht wurden, arbeitete er später fast ausschließlich für das Lithographische Institut in Wien. Bemerkenswert sind seine erfolgreichen Versuche auf dem Gebiet der Farbenlithografie, die durch ihn und Peter Fendi zwischen 1819 und 1823 eine kurze, aber höchst bedeutsame Blüte in Wien erlebte. Berühmt ist sein von neun Platten gedruckter „Siebenbürger Jahrmarkt“ nach Franz Neuhauser (sechs Blätter in Feder-, Kreide- und Schabmanier). Lanzedelly arbeitete nach eigenen und fremden Vorlagen. Sein äußerst umfangreiches Werk umfasst Szenen aus dem Volksleben, Genreszenen nach französischen und englischen Vorbildern, Reproduktionswerke und ab 1818 eine große Zahl von Einzelbildnissen. Seine Blätter fanden weite Verbreitung. Er war ein sehr gefragter Porträtist. Unter dem Titel Wiener Scenen wurden seine karikaturhaften Genredarstellungen ab 1818 im Verlag Bermann veröffentlicht. 1825 gab er die Wiener Tagesbegebenheiten heraus. Lanzedelly war der Vater der Maler Karl Lanzedelly (1815–1865) und Joseph Lanzedelly dem Jüngeren (1807–1879).

## Werke (Auswahl)

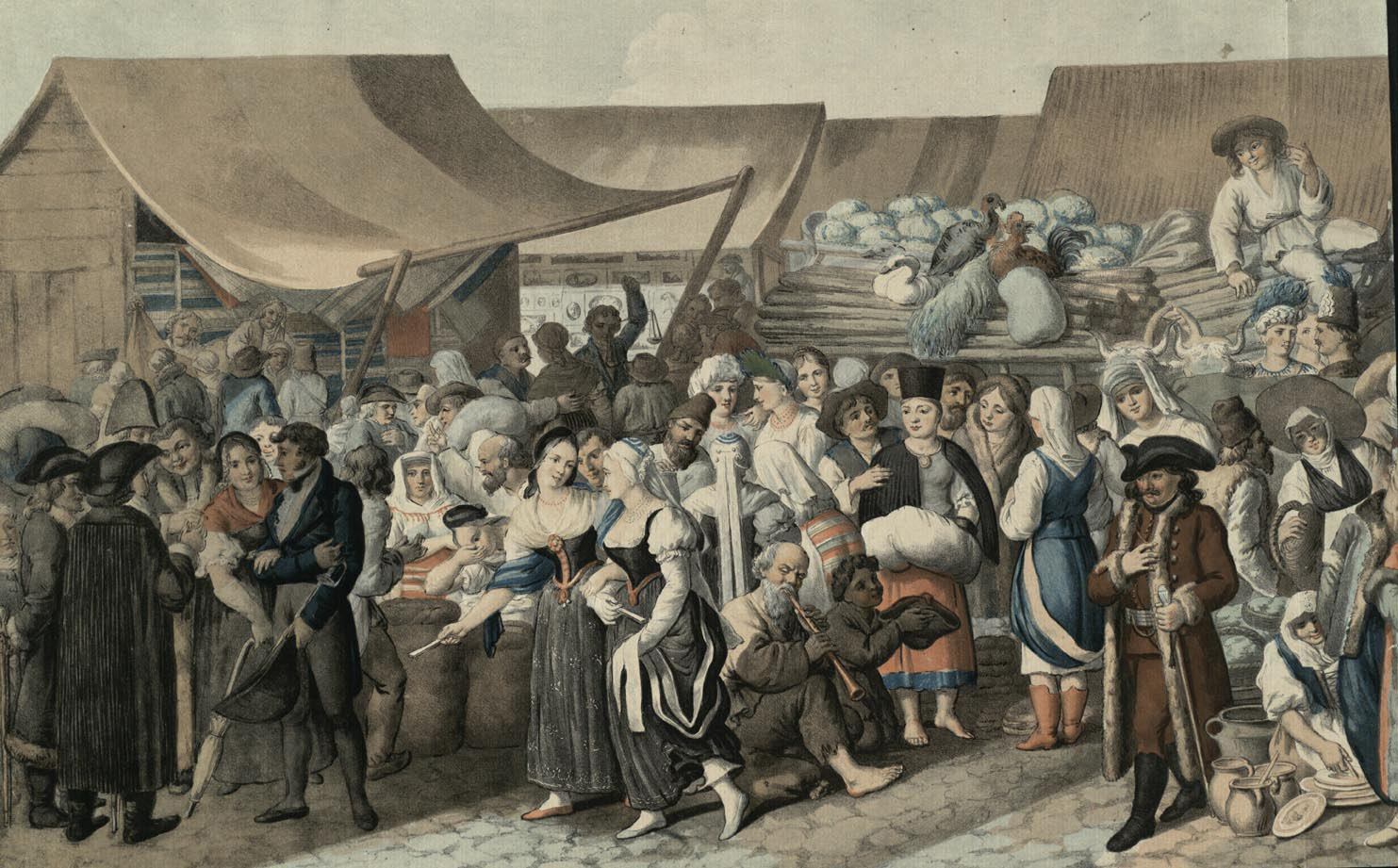
Markt in Siebenbürgen, Lithografie, 1818

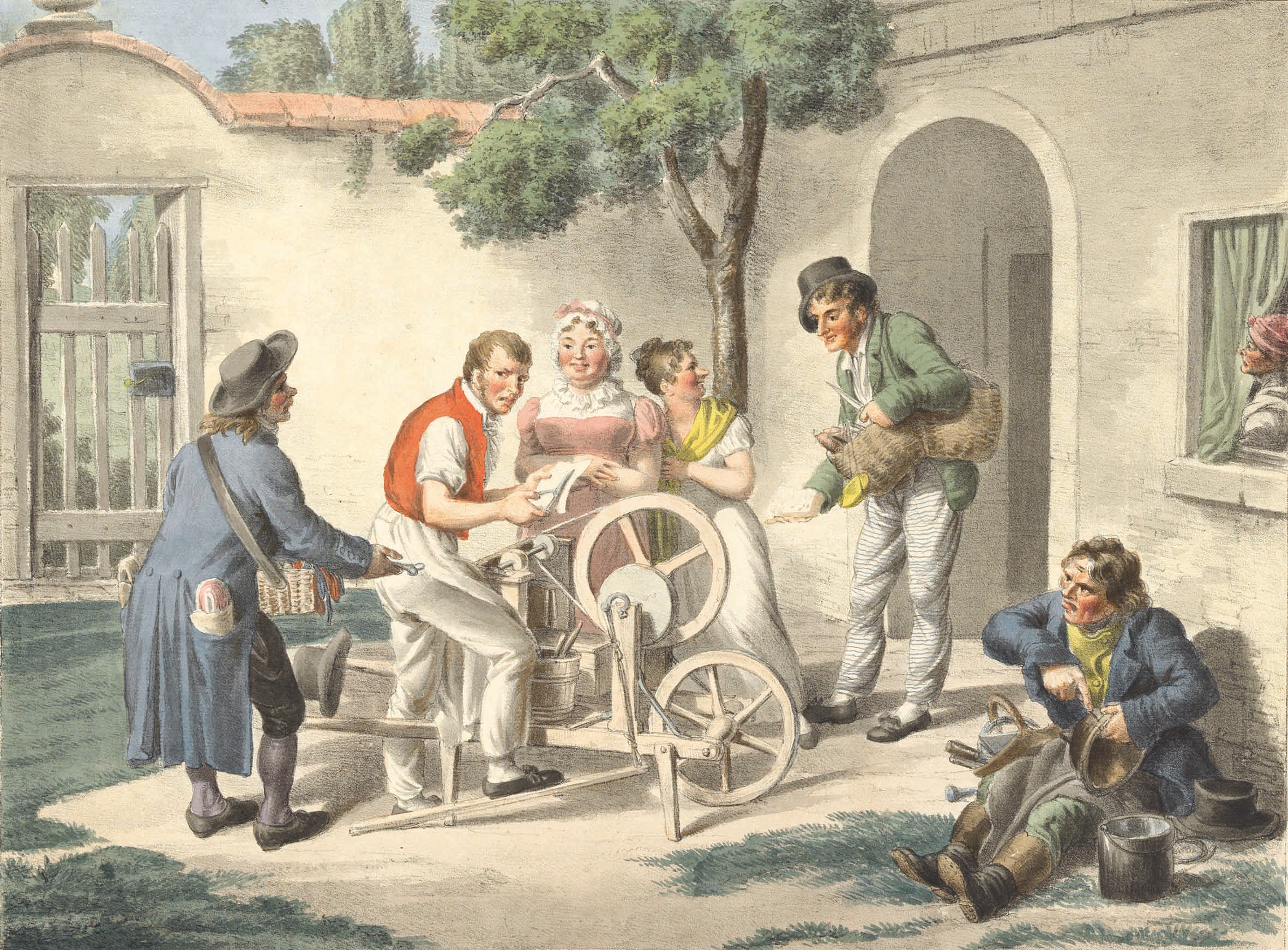
Scherenschleifer, Lithografie, um 1820

- Fürst Nikolaus II. Esterházy, Porträtgemälde, 1803
- Adam Albert von Neipperg mit seiner ersten Frau Theresia Gräfin Pola und den Kindern Alfred und Ferdinand, Porträtgemälde, um 1810
- Markt in Siebenbürgen (Târg în Transilvania), Lithografie, 1818
- Scherenschleifer, Lithografie, um 1820